# Нарев
Нарев (блр. Нараў; рус. Нарев; пољ. Narew) река је на западу Белорусије и истоку Пољске и десна притока реке Висле (део басена Балтичког мора).
Нарев је специфичан по свом току, нарочито у средњем делу тока где се река рачва у бројна паразитска корита која се након одређеног дела тока поново стапају са матичним током. Узводно од њеног ушћа у Вислу прима реку Буг као леву притоку. Иако Буг има знатно већу дужину тока од Нарева, води се као његова притока због много већег протока који поседује Нарев. У неким хидролошким радовима тих 24 km тока од спајања Буга и Нарева назива се још и Бугонарев. 

## Карактеристике
Река Нарев извире у мочварном подручју на североистоку Бјаловјешке шуме у Гродњенској области у Белорусији. Кроз Пољску тече преко територије Подласког и Мазовског војводства, а улива се у реку Вислу у северним предграђима Варшаве. 
Укупна дужина водотока је 484 km, од чега је 448 km на територији Пољске, а свега 36 km у Белорусији. Површина сливног подручја је око 75.175 km² (од тога 53.873 km² на територији Пољске), а просечан проток у зони ушћа је око 328 m³/s. Укупан пад реке је 89,3 метра, односно 5,42 м/км тока. 
Нарев је типична равничарска река спорог тока, чије корито карактеришу бројни меандри и ниска речна острва. Обале су доста ниске са обе стране, са бројним мочварама и тресетиштима. Бројне су и мртваје и паразитска речна корита.
Дуж средњег дела тока у изразито мочварном подручју налази се Нарвјански национални парк површине 73,5 km² (основан 1996).

## Историја
Према тајним одредбама споразума Рибентроп-Молотов потписаног 23. августа 1939. између СССР и Немачке, река Нарев је означена као једна од граница за поделу Пољске између ове две земље. На обалама ове реке су пољске одбрамбене снаге током септембра исте године покушале да успоставе одбрамбену линију против немачких агресора.